# 금능항 (제주시)
금능항은 대한민국 제주특별자치도 제주시 한림읍 금능리에 있는 어항이다. 2004년 9월 23일 어촌정주어항으로 지정되었다. 관리청은 제주시, 시설관리자는 제주시장이다.

## 어항 연혁
부락 중간에 잔과 같은 동산이 있으므로 배령리(盃令里)라 칭하였다. 표현이 속칭 버랭이(벌레)라는 말과 같다 하여 약 85년 전 마을 이름을 중국의 지명을 따서 금능리라 했다고 전해지고 있으며, 마을의 상징인 잔동산을 고씨성을 가진 사람이 수로를 터놓아 잔모양이 깨어져 버린격이 되어 앞으로 닥칠 액운을 막기 위하여 마을 이름을 당시 고학문에 유명한 김문수(호는 만일)선생에게 부탁 개명했다는 설도 있다.

## 어항 구역
- 수역: 77,250m2[1]

## 어항 시설
1993년 방파제 10m 축조를 시작으로 현재까지 방파제 220m, 선착장 131m가 축조되어 있다.